# Rusłan Amierchanow
Rusłan Amierchanow (j ros. Руслан Султангиреевич Амерханов) (ur. 1956, zm. 12 sierpnia 2009) – rosyjski polityk, minister budownictwa Inguszetii.
Został zamordowany w swoim biurze w mieście Magas, zastrzelony przez dwóch zamaskowanych mężczyzn, którzy z bliska oddali strzały do ministra za pomocą pistoletu i pistoletu automatycznego. W zamachu ranny został asystent ministra Magomieda Amierchanowa, który próbował przeszkodzić zabójcom.
Według relacji agencji ITAR-TASS siły bezpieczeństwa Inguszetii wiążą zamach z działalnością służbową Amierchanowa. Był to kolejny zamach na przedstawiciela władz Inguszetii po zamachu bombowym z 22 czerwca, w którym został ranny prezydent Junus-bek Jewkurow oraz zamachu na ministra sportu i turystyki Rusłana Biełajewa – 17 lipca.